# Edifici Marbore
L'Edifici Marbore és una obra de Calafell (Baix Penedès) protegida com a Bé Cultural d'Interès Local.

## Descripció
Es tracta d'un edifici d'habitatges amb semisoterrani, planta baixa, planta pis i àtic. La planta de l'edifici fa forma de ventall i aprofita al màxim la bona orientació i les vistes. L'espai està dividit amb onze crugies radials que desemboquen a la façana principal en obertures -balcons i finestrals- que adopten unes formes còncaves i convexes. Les obertures són protegides amb porticons i amb persianes enrotllables de color blanc. Els pisos tenen característiques diferents: hi ha estudis i dúplex.
L'estructura és a base de forjats ceràmics armats i murs de càrrega. La coberta és plana en tota la superfície. Els murs estant arrebossats i pintats de color vermell.

## Història
L'arquitecte Joan Bosch i Agustí participà en obres de gran envergadura a nivell d'arquitectura moderna, com és la projecció del barri de Montbau. L'arquitecte s'encarregà, concretament, del disseny de la part alta del barri de Montbau de Barcelona, l'any 1963.